# Ashtead
Ashtead est une localité de la Metropolitan Green Belt du Surrey. La gare d'Ashtead, naguère sur la ligne qui atteint, par service direct, la cité de Portsmouth, n'est plus desservie que par les antennes ferroviaires de Horsham soit de Guildford. Celles-ci proviennent de Londres. Elle est séparée de la ville de Leatherhead par l'autoroute M25, et d’Epsom par les pâtures d’Ashtead Common et de Langley Vale et par l'hippodrome du Derby d'Epsom. Elle dépend administrativement du district de Mole Valley : Ashtead se sert de certains coteaux est du Val de la Mole, ayant une petite partie des North Downs et elle abrite médialement l'A24, une route, soit antenne, parfois ailleurs à deux voies. Ashtead a aménagé une aire protégée bipartite qui abrite le manoir d’Ashtead House, géré par la City of London Freemen's School, et six autres écoles. Les aires de loisirs sont les jardins publics, les chemins forestiers alentour et la grand-rue avec ses petits commerces, ses cafés et ses restaurants, les clubs de football et de cricket.
La ville est essentiellement pavillonnaire et il n'y a pratiquement ni immeubles, ni boulevards.

## Histoire
Ashtead était déjà habitée à l'époque romaine : on a mis au jour les vestiges d'une villa à l'emplacement d’Ashtead common,. Au cours des premiers siècles de la période anglo-saxonne, Ashtead était rattachée à la centurie de Copthorne, et toujours le comté de Surrey.
Ashtead est cité dans le Domesday Book sous le toponyme de Stede. C'était alors une terre des chanoines de Bayeux. La rente foncière qui y était attachée était estimée à 3 hides et 1 virgate; à peu près 785 ha de prairie, et des forêts d'un rapport de 7 hogs de bois. Les serfs étaient annuellement redevables de £12 au titre du cens. La principale ressource en eau semble avoir été un ruisseau constant, le Rye. L'église Saint-Gilles, dans Ashtead Park, remonte au XIIe siècle.